# Католицизм в Харківській області
У Харківській області знаходиться дієцезіальне управління, жіночий монастир ордену Кармелітанок Босих, жіночий монастир ордену Сестер Милосердя Святого Вікентія де Поль, Ордену Святого Вікентія де Поль, ордену Отців Маріянів.
6 січня 2020 року єпископом Харківсько-Запорізької дієцезії призначений Павло Гончарук. 

## Римсько-католицька церква в Україні
У місті Харків діє Кафедральний собор Успіння Пресвятої Діви Марії, Костел святого Вінсента де Поля, Костел Матері Божої Святого Скапулярію i св. Рафаїла Калиновського, Костел Святої Родини, Єпископська каплиця в Курії.

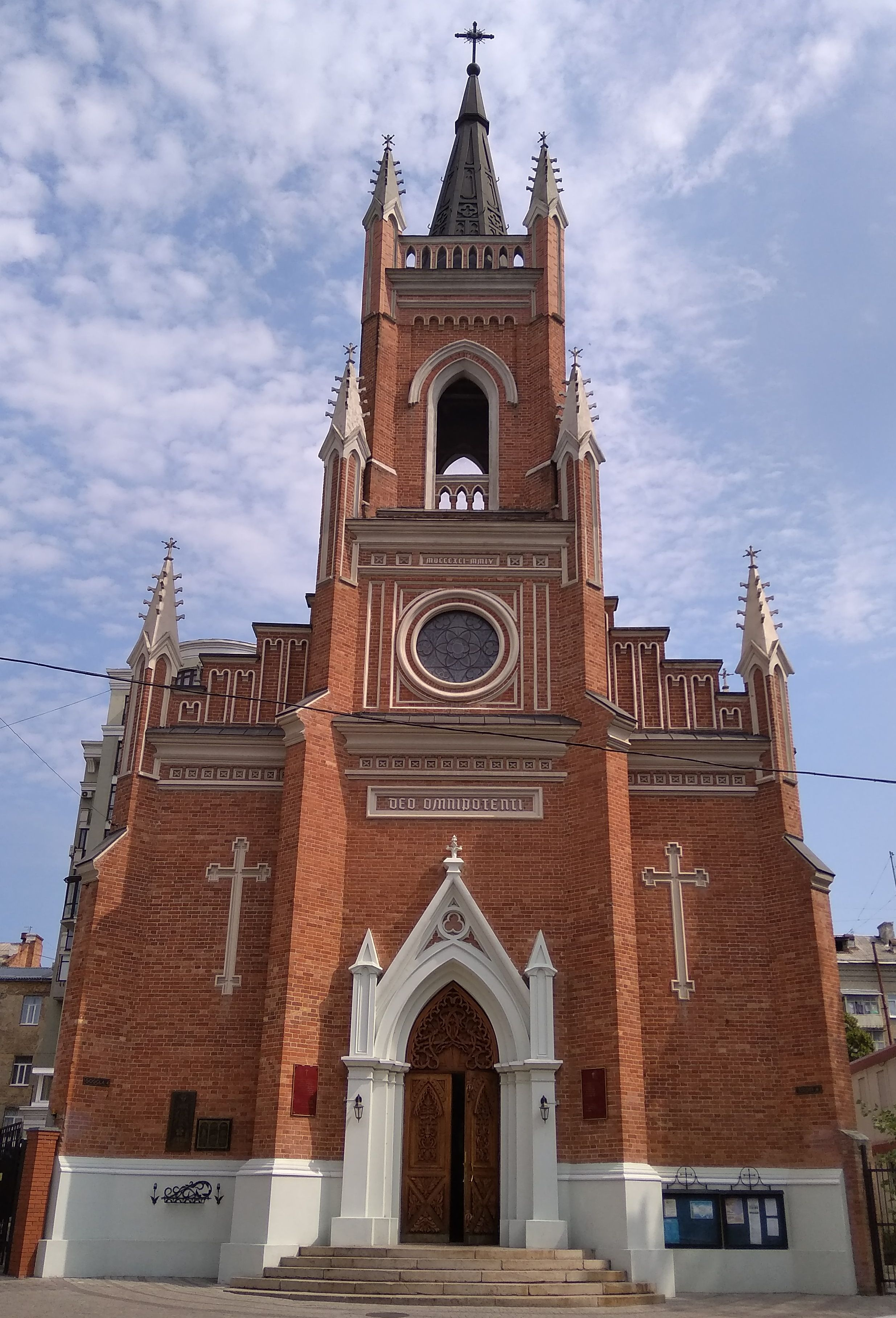
Собор Успіння Пресвятої Діви Марії
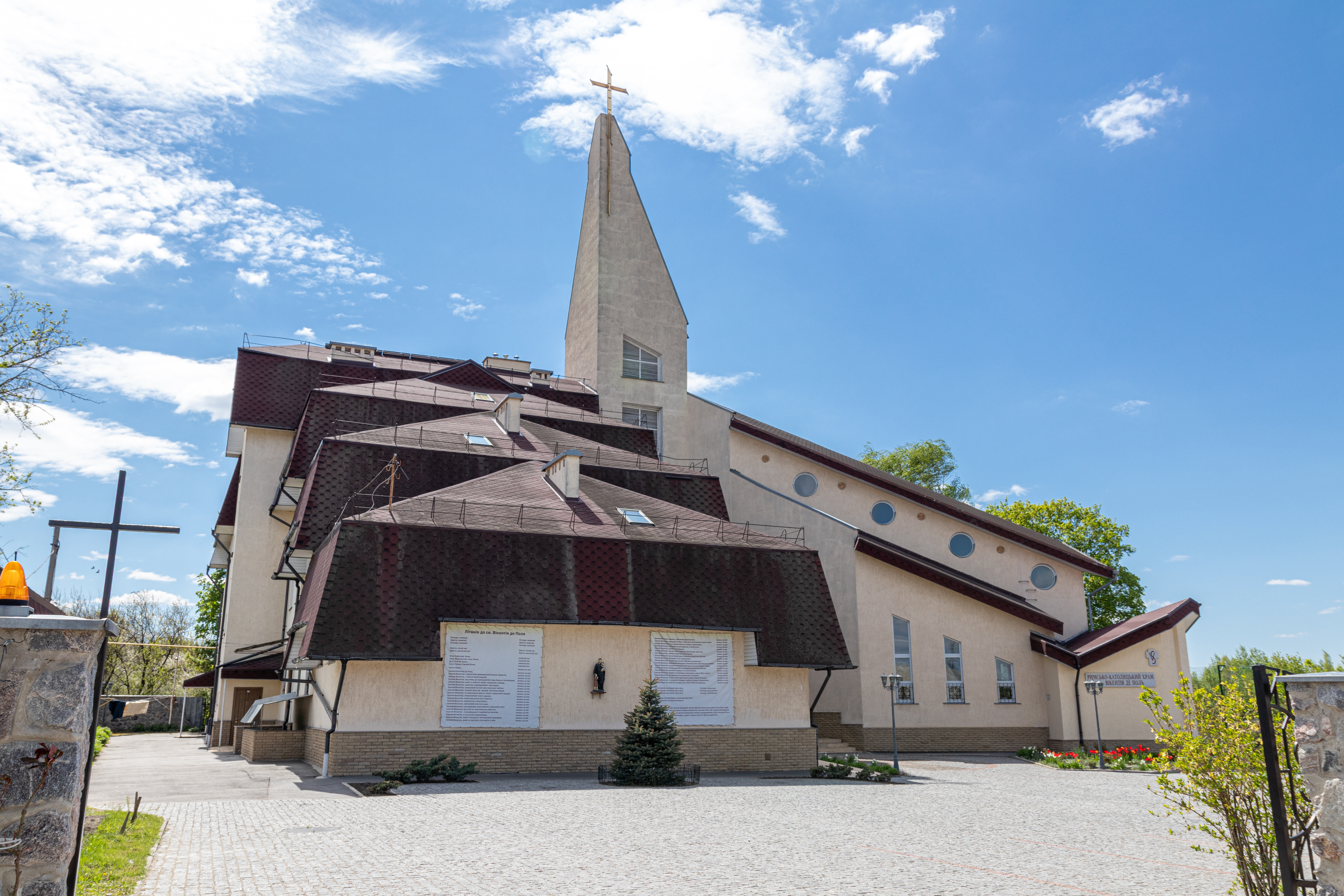
Костел святого Вінсента де Поля

## Українська греко-католицька церква
Харківський екзархат — частина Української Греко-Католицької Церкви із осідком у м. Харків. Харківський Верховноархиєпископський екзархат охоплює територію Харківської, Полтавської та Сумської областей. Таким чином, загальна площа екзархату сягає 83 997 км2 та об’єднує 5 149 населених пунктів. Населення на цій території досягає 5 232 500 осіб. Межує Харківський екзархат із Донецьким екзархатом на півдні, із Одеським екзархатом — на південному заході, із Київською архиєпархією — на заході.
Правлячим архиєреєм Харківського екзархату від 2 квітня 2014 року є преосвященний владика Василій Тучапець. 

У місті будується кафедральний собор Святого Миколая Чудотворця.

Собор Святого Миколая Чудотворця в стані будівництва